# Horní Moštěnice
Horní Moštěnice (in tedesco Ober Moschtienitz) è un comune della Repubblica Ceca facente parte del distretto di Přerov, nella regione di Olomouc.